# Campanula pulla
Campanula pulla is een kruidachtige plant uit de klokjesfamilie (Campanulaceae).
De overblijvende plant wordt 5-20 cm hoog. De stengel is kaal of aan de grond behaard, aan de bovenzijde is de stengel onbebladerd. Alle stengelbladeren zijn gezaagd. De bladeren kunnen eirond, elliptisch tot bijna rond zijn en versmallen in de bladsteel. De bloemen zijn hangend en blauwviolet en zijn overwegend alleenstaand. De kroonbladen worden 1,5-2,5 cm lang. De bloei loopt van juni tot augustus.
Voor haar standplaats geeft deze kalkminnende plant de voorkeur aan vochtige rotsenpartijen, de voet van rotshellingen, bij bronnen, op hoogten van 1500-2200 m. De soort komt van nature voor in Oostenrijk.
In het Duits heet de soort Dunkle Glockenblume of Österreichische Glockenblume.
... · 
C. alliariifolia · 
C. alpestris (Allioni's klokje) · 
C. alpina · 
C. americana · 
C. arvatica · 
C. barbata · 
C. baumgartenii · 
C. carpatica (Karpatenklokje) · 
C. cervicaria (Ruw klokje) · 
C. cespitosa · 
C. cochleariifolia · 
C. exigua · 
C. garganica · 
C. glomerata (Kluwenklokje) · 
C. grossekii · 
C. lasiocarpa · 
C. latifolia (Breed klokje) · 
C. medium (Mariëtteklokje) · 
C. patula (Weideklokje) · 
C. persicifolia (Prachtklokje) · 
C. portenschlagiana (Dalmatiëklokje) · 
C. poscharskyana (Kruipklokje) · 
C. pulla · 
C. punctata · 
C. pyramidalis (Piramideklokje) · 
C. rapunculoides (Akkerklokje) · 
C. rapunculus (Rapunzelklokje) · 
C. rhomboidalis (Bergklokje) · 
C. rotundifolia (Grasklokje) · 
C. sarmatica · 
C. scheuchzeri · 
C. sibirica · 
C. spicata · 
C. takesimana · 
C. thyrsoides · 
C. trachelium (Ruig klokje) · 
C. zoysii · 
...